# Brad Bird
Phillip Bradley „Brad” Bird (ur. 11 września 1957 w Kalispell) – amerykański reżyser i scenarzysta pochodzenia irlandzkiego, zdobywca dwóch Oscarów za najlepszy pełnometrażowy film animowany – Iniemamocni (The Incredibles, 2004) i Ratatuj (Ratatouille, 2007).

## Filmografia

### Reżyser
- Niesamowite historie (Amazing Stories, 1985-1987)
- Simpsonowie (The Simpsons, 1989)
- Stalowy gigant (The Iron Giant, 1999)
- Iniemamocni (The Incredibles, 2004)
- Niemowlę kontratakuje (Jack-Jack Attack, 2005)
- Ratatuj (Ratatouille, 2007)
- Mission: Impossible – Ghost Protocol (2011)
- Kraina jutra (Tomorrowland, 2015)
- Iniemamocni 2 (Incredibles 2, 2018)

### Scenarzysta
- Niesamowite historie (Amazing Stories, 1985-1987)
- Bez baterii nie działa (*batteries not included, 1987)
- Stalowy gigant (The Iron Giant, 1999)
- Iniemamocni (The Incredibles, 2004)
- Niemowlę kontratakuje (Jack-Jack Attack, 2005)
- Ratatuj (Ratatouille, 2007)
- Kraina jutra (Tomorrowland, 2015)
- Iniemamocni 2 (Incredibles 2, 2018)

### Aktor
- Doctor of Doom (1979) jako Don Carlo (głos)
- Iniemamocni (The Incredibles, 2004) jako Edna, projektantka mody (głos)
- Ratatuj (Ratatouille, 2007) jako Ambrister Minion (głos)
- Iniemamocni 2 (Incredibles 2, 2018) jako Edna (głos)